# میرچا دوبرسکو
میرچا دوبرسکو (انگلیسی: Mircea Dobrescu؛ ۵ سپتامبر ۱۹۳۰ – ۶ اوت ۲۰۱۵ (aged 84)) ورزشکار بوکس اهل رومانی بود.
وی در مسابقات کشوری و بین‌المللی در مجموع برندهٔ ۶ مدال طلا، ۴ مدال نقره شده‌است.